# Колинас (Мараньян)

Колинас на карте штата.

Колинас (порт. Colinas) — муниципалитет в Бразилии, входит в штат Мараньян. Составная часть мезорегиона Восток штата Мараньян. Входит в экономико-статистический микрорегион Шападас-ду-Алту-Итапекуру. Население составляет 39 132 человека на 2010 год. Занимает площадь 1980,551 км². Плотность населения — 19,76 чел./км².
Праздник города — 10 апреля.

## История
Город основан 10 апреля 1895 года. 

## Демография
Согласно сведениям, собранным в ходе переписи 2010 г. Национальным институтом географии и статистики (IBGE), население муниципалитета составляет:
| Полное население                               | Полное население                               | Полное население                               | Полное население                               | 39 132 |
| ---------------------------------------------- | ---------------------------------------------- | ---------------------------------------------- | ---------------------------------------------- | ------ |
| в том числе:                                   | Городское население                            | 25 575                                         | Процент городского населения, %                | 65,36  |
|                                                | Сельское население                             | 13 557                                         | Процент сельского населения, %                 | 34,64  |
|                                                | Мужское население                              | 19 395                                         | Процент мужского населения, %                  | 49,56  |
|                                                | Женское население                              | 19 737                                         | Процент женского населения, %                  | 50,44  |
| Плотность населения, чел/км²                   | Плотность населения, чел/км²                   | Плотность населения, чел/км²                   | Плотность населения, чел/км²                   | 19,76  |
| Население муниципалитета в % к населению штата | Население муниципалитета в % к населению штата | Население муниципалитета в % к населению штата | Население муниципалитета в % к населению штата | 0,60   |

По данным оценки 2016 года, население муниципалитета составляет 40 268 жителей.

## Статистика
- Валовой внутренний продукт на 2003 год составляет 46 850 834,00 реалов (данные: Бразильский институт географии и статистики).
- Валовой внутренний продукт на душу населения на 2003 год составляет 1216,02 реалов (данные: Бразильский институт географии и статистики).
- Индекс развития человеческого потенциала на 2000 год составляет 0,563 (данные: Программа развития ООН).

## География
Климат местности: тропический.